# 维约维莱
维约维莱（法語：Vieux-Villez，法語發音：[vjø vile]）是法国厄尔省的一个旧市镇，属于莱桑德利区。2016年，维约维莱与临近的2个市镇合并为新市镇勒瓦勒达泽。

## 地理
维约维莱（49°10'19"N, 1°17'15"E）面积2.56 平方千米，位于法国诺曼底大区厄尔省，该省份为法国北部内陆省份，北起滨海塞纳省，西接奧恩省和卡爾瓦多斯省，南至厄尔-卢瓦省，东临瓦兹省、瓦兹河谷省和伊夫林省。
维约维莱的时区为UTC+01:00、UTC+02:00（夏令时）。

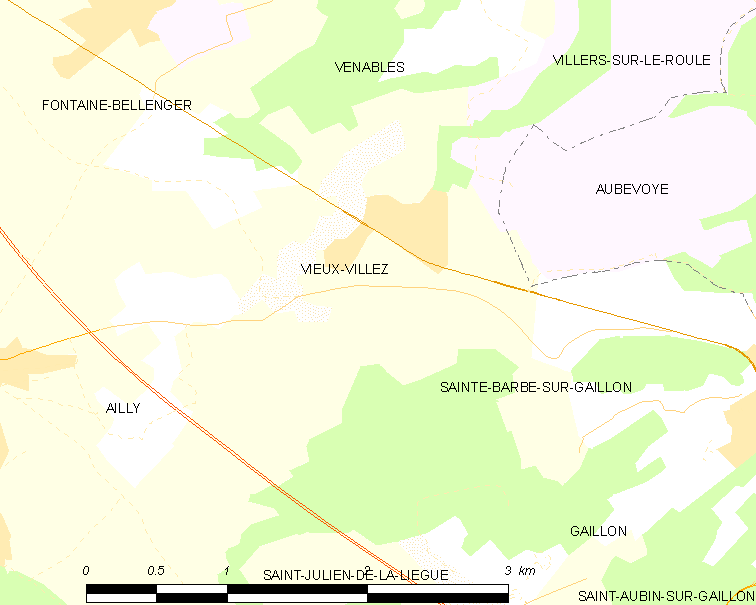
维约维莱的OSM定位图

## 行政
维约维莱的邮政编码为27600，INSEE市镇编码为27687。

## 政治
维约维莱所属的省级选区为加永县。

## 人口

1962-2008年间维约维莱人口变化图示

维约维莱于2018年1月1日时的人口数量为193人。